# Região vinícola
Uma região vinícola é uma área geográfica para o cultivo e coleitas de videiras em grande escala, a fim de produzir seus sumos derivados como suco, vinho e passa.
As vinícolas atualmente são equipada com as últimas novidades da tecnológicas, tanto na colheita, prensagem e mesmo no processo de vinificação, que é o resultado do esforço de viticultores para a expansão no setor vitivinícola.

## Setor vitivinícola

### África
- África do Sul

### Américas
- Argentina
  - Província de Mendoza
  - Província de Salta
- Brasil

As primeiras vinícolas brasileiras foram introduzidas pelos imigrantes portugueses, nos estados do Nordeste, em 1756, por ordem do Marquês de Pombal. Na década de 1960 as maiores vinícolas foram introduzidas nas serras do Rio Grande do Sul, incluindo também os outros estados do sul e sudeste. 
Os principais estados são:
- - Bahia
  - Minas Gerais
  - Paraná
  - Pernambuco
  - Rio Grande do Sul
  - São Paulo
  - Santa Catarina
    - Vale dos Vinhedos
    - Região do Médio São Francisco
    - Campanha Gaúcha

- Canadá
- Chile
- EUA
  - Califórnia
- México
- Uruguai
- Venezuela

### Europa

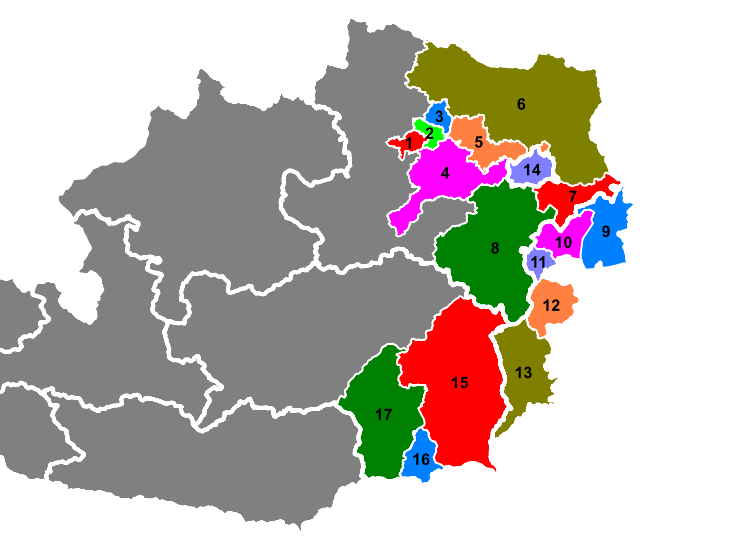
Regiões vinícolas na Áustria

- Áustria: As regiões vinícolas da Áustria somam 45.533 hectares (dados de 2009)[1] de área de cultivo e se dividem nas seguintes regiões:
  - Região vinícola Baixa Áustria: Carnuntum, Kamptal, Kremstal, Thermenregion, Traisental, Wachau, Wagram e Weinviertel
  - Região vinícola Burgenland: Eisenberg, Leithaberg, Mittelburgenland, Neusiedlersee e Rosalia
  - Região vinícola Estíria: Südsteiermark, Vulkanland Steiermark e Weststeiermark
  - Região vinícola Viena
  - Região vinícola Bergland

Regiões vinícolas na Alemanha

- Alemanha: As regiões vinícolas da Alemanha somam 102.000 hectares (dados de 2005)[2] de área de cultivo e se dividem nas seguintes regiões:
  - Ahr
  - Baden
  - Franken
  - Hessische Bergstraße
  - Mittelrhein
  - Mosel (até 2006 Mosel-Saar-Ruwer)
  - Nahe
  - Pfalz (até 1993 Rheinpfalz)
  - Rheingau
  - Rheinhessen
  - Saale-Unstrut
  - Sachsen
  - Württemberg
- Bulgária
- Croácia
- Chipre
- Espanha
  - Jerez, Rioja
- França
  - Bordeaux: Pomerol, Sauternes, St-Émilion, Medóc, Graves.
  - Borgonha: Chablis, Yonne, Côte D’or(Nuit), Côte D’or(Beune) Beaujolais, Mâconnais, Challonnaise.
  - Champagne: Valée de La Marne, Côte des Blancs, Montagne de Reims.
  - Rhône: Cotes Rotie, Condrieu, Crozes Hermitage, Hermitage, Beaumes de Venise, Châteuneuf du Pape, Cotes du Rhone.
  - Loire: Muscadett, Anjou, Vouvray, Saumur, Pouilly-Fumé, Sancerre.
  - Languedoc: Fitou, Corbiéres, Minervois, St-Chinia, Coteaux du Languedoc.
  - Provence,
  - Madiran
  - Alsácia
  - Córsega
- Geórgia
- Grécia
- Hungria
- Itália
  - Piemonte, Lombardia, Emilia-Romagna, Vêneto, Ligúria, Marches, Toscana, Sardenha
- Luxemburgo
- Moldávia
- Polônia
- Portugal:
  - Região do Vinho Verde (Minho)
  - Trás-Os-Montes
  - Douro
  - Távora-Varosa
  - Dão
  - Bairrada
  - Beira Interior
  - Lisboa
  - Tejo
  - Península de Setúbal
  - Alentejo
  - Algarve
  - Madeira
  - Açores
- Reino Unido
- República da Macedônia
- República Tcheca
- Romênia
- Rússia
- Sérvia
- Eslováquia
- Eslovénia

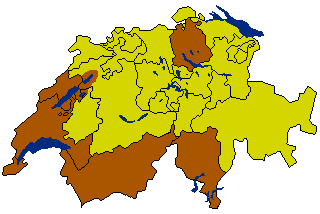
Regiões vinícolas suíças (em marrom)

- Suíça: As regiões vinícolas da Suíça somam 14.841 hectares (dados de 2008)[3] de área de cultivo e se dividem nas seguintes regiões:
  - Cantão do Valais: Fully, Saxon, Saillon, Chamoson, Ardon, Vétroz, Conthey, Savièse, Sion, Grimisuat, Ayent, Lens, Miège, Venthône, Sierre, Salgesch, Varen.
  - Cantão de Vaud: La Côte, Lavaux, Chablais, Nord Vaudois
  - Genebra: Choully, Satigny, Peissy, Russin, Dardagny, Lully, Bardonnex, Cologny, Jussy, Choulex, Hermance, Céligny, Collex-Bossy
  - Região dos Três Lagos (Pays des Trois-Lacs)
  - Cantão do Ticino: [Giornico]], Malvaglia, Biasca, Verscio, Gordola, Tenero, Gudo, Giubiasco, Rivera, Morcote, Rovio, Stabio, Morbio, Pedrinate, Castel San Pietro
  - Cantão de Zurique: Freienstein-Teufen, Unterstammheim, Oberstammheim, Dachsen, Andelfingen, Flaach, Neftenbach, Seuzach, Eglisau, Weiningen, Meilen, Stäfa, Au, Wädenswil
  - Cantão de Argóvia: Fricktal, Limmattal, Vale do Reuss, Schenkenbergertal, Seetal e Wildegg, Geissberg, Aaretal]]
  - Cantão de Lucerna: Wiggertal, Sempachersee/Surental, Seetal, Região do Lago dos Quatro Cantões
  - Cantão de Schaffhausen: Klettgau, Schaffhausen e região, Stein am Rhein, Buchberg, Rüdlingen
- Turquia
- Ucrânia

### Ásia
- China
- Israel
- Palestina
- Índia
- Japão
- Líbano
- Síria

### Oceânia
- Austrália
- Nova Zelândia